# 兰迪·苏思
兰迪·约翰·苏思（英語：Randy John Suess，1945年1月27日—2019年12月10日）是歷史上第一個在线BBS—CBBS的联合创始人。苏思和合伙人沃德·克莉史汀森都是芝加哥地区计算机爱好者交流会（Chicago Area Computer Hobbyists' Exchange，縮寫CACHE）的成员，他們於1978年2月16日在伊利诺伊州芝加哥創建了CBBS。

## 生平
苏思曾在海军服役，后来就读于伊利诺伊大学芝加哥分校。苏思曾在IBM和Zenith工作。
1978年2月16日，苏思和沃德·克莉史汀森在伊利诺伊州芝加哥創建了CBBS。作為CBBS創始人之一，苏思負責CBBS的硬件，而沃德·克莉史汀森負責软件。40多年后，CBBS的一個版本依舊可以运行。
1970年代，苏思还是一名业余无线电爱好者，使用的无线电台呼号是WB9GPM。他也是芝加哥FM俱乐部（Chicago FM Club）的活跃成员。
苏思一共有兩段婚姻，曾分別与Agnes Kluck和Dawn Hendricks结婚，兩段婚姻最終都以离婚告终。他有两个女儿，Karrie和Christine。
苏思于2019年12月10日在伊利诺伊州芝加哥去世。